# Humberto Sobrinho
Humberto Sobrinho (Recife, 9 de novembro de 1973) é um vocalista brasileiro de heavy metal. Ex-vocalista da banda Hangar, atualmente é integrante do Glory Opera e é considerado por revistas especializadas um dos melhores cantores de heavy metal do Brasil.

## Biografia
Humberto Sobrinho teve contato com a música desde cedo, ainda criança, quando conheceu por meio de seus tios bandas como Beatles, Rolling Stones, Pink Floyd, Bee Gees, etc.
Aos 11 anos teve interesse pelo heavy metal e começou ouvir bandas como Judas Priest, AC/DC e Iron Maiden. Logo depois começou a ouvir bandas de hard rock como Twisted Sister, Europe, Whitesnake, Van Halen, Bon Jovi e Winger, que tocava bastante nos comerciais de cigarros Hollywood na época.
Sua primeira banda chamava-se Malefic, onde Humberto tocava guitarra e cantava. Durou pouco tempo devido aos integrantes morarem longe uns dos outros e o estúdio não querer alugar a hora para a banda, pois achava o som barulhento demais.
Em 1997, Humberto foi assistir a um ensaio da banda de seus amigos Marcos "Smith" Araújo, guitarra, Sérgio "Maiden" Taroba, baixo e Mauro Xavier, bateria, que na ocasião estavam testando um vocalista. No meio do ensaio pediu para cantar e foi escolhido pela banda como vocal. A banda chamava-se The Duellists e faziam um som bem próximo do estilo do Iron Maiden, pois todos na banda eram fãs do bom e velho Iron. Infelizmente não foi possível dar continuidade aos trabalhos da banda porque em 1998 Humberto foi morar em Manaus, Amazonas, tendo que sair.
Chegando a Manaus, Humberto imediatamente procurou uma banda para ser vocalista, e depois de algum tempo entrou para a banda Millennium, na qual permaneceu por 1 ano e meio.
Nesse mesmo período, foi convidado pela banda Glory Opera para gravar uma demo tape, pois eles estavam à procura de vocalista já há alguns meses e haviam composto duas canções. Acabou gravando a demo. Identificando-se melhor com as canções da Glory Opera resolveu sair da Millennium, dando início aos trabalhos com a G.O. ao ajudar nas composições e tudo o mais. Isso aconteceu em abril de 2000.
Em meados de julho desse mesmo ano, ocorreu a estreia de Humberto nos palcos com a Glory Opera. Filmaram o show e o vocalista fez uma cópia da fita VHS e enviou para o seu amigo Marcos Smith, que por sua vez editou a fita e entregou nas mãos de Kiko Loureiro, que estava fazendo workshop em Recife em uma época que o Angra procurava por um novo vocalista. Cerca de dois dias depois o guitarrista Rafael Bittencourt ligou e perguntou se ele gostaria de fazer um teste. Prontamente Humberto aceitou e foi para São Paulo.
Com o fim do teste, ao não ser escolhido para entrar no Angra começou a estudar canto e teoria musical no Liceu de Artes e Ofício Cláudio Santoro, aprendendo algumas técnicas vocais, além de ler música e cantar no Coral Jovem. Ficou por pouco tempo, pois sempre faltavam vários alunos e quase nunca ensaiavam as peças de Mozart, Bach, entre outros. Foi uma época muito importante e marcante para ele, pois as mesmas técnicas que aprendeu, usa hoje em dia para cantar em todos os estilos.
Gravou o seu primeiro álbum com o Glory Opera em 2002, chamado "Rising Moangá". Na época a banda recebeu alguns prêmios de sites especializados e revistas por executar um grande trabalho, dando um grande passo na sua carreira e na carreira da banda, o que lhes rendeu uma pequena turnê passando por São Paulo, Belo Horizonte e Rio de Janeiro, abrindo para o Nightwish nas duas últimas cidades citadas.
Em 2003 tocaram no BMU Festival junto com o Hangar.
Em 2007 é lançado o segundo álbum da banda, "Equilibrium", e devido ao novo rumo que a banda estava tomando, Humberto teve que mudar um pouco a forma de cantar, deixando de cantar apenas limpo e experimentou um pouco o uso de alguns drives na voz, inclusive junto com Vitor Rodrigues do Torture Squad, numa das canções do Equilibrium. Devido à pouco privilegiada localização geográfica de sua terra natal, a Glory Opera tinha dificuldades em marcar shows em outros estados, pois pesava muito no orçamento dos produtores. Com isso, alguns membros ficaram desmotivados e foram saindo.
Em 2007 e 2008, Humberto Sobrinho fez parte da banda NoBreak, que fez vários tributos a Bon Jovi em Manaus.
Então a Glory Opera é reformulada e, após a reformulação da banda, Humberto continuou com os demais na busca incessante por um reconhecimento maior, pois os muitos fãs incentivavam a banda a continuar. Humberto quase chegou a abandonar a banda e a música pelo mesmo motivo dos ex-membros, mas surgiu uma luz no final do túnel. Fizeram uma turnê pelo Nordeste do Brasil em dezembro de 2008 por várias cidades e depois pararam para descanso e programação da continuação da turnê.
No início de 2009, Aquiles Priester manda um e-mail para Humberto, convidando-o para um teste e para cantar na EM&T as composições da banda, sem jamais ter ensaiado com eles. Após alguns testes de ensaio com a banda, Humberto foi escolhido o novo vocalista do Hangar.
Em seguida, de março a maio de 2009 em Tatuí, na fazenda "Ninho das Águias", já começa a gravar o novo álbum, Infallible, lançado no fim de 2009. O primeiro videoclipe é gravado em meados de 2009, e a canção escolhida é "Dreaming of Black Waves". Humberto não compôs nenhuma canção, devido ao álbum já estar praticamente pronto na sua entrada, e o que ele mais fez foi colocar sua interpretação nas canções. Em 17 de maio de 2009 faz sua estreia nos palcos com o Hangar e seguiu fazendo shows durante a "Infallible Tour 2010-2011". A exposição recebida por estar no Hangar fez com que aparecesse como 9º melhor vocalista masculino brasileiro de 2009 em votação realizada pelos usuários do site Whiplash.net e divulgada em 2010. Um dos destaque da Infallible Tour foi o show realizado no dia 14 de maio de 2011 na Virada Cultural em Presidente Prudente, interior de São Paulo, onde a banda toca para um público de cerca de 7 mil pessoas.
Em resultados divulgados em 2011, foi eleito o 6º melhor vocalista de 2010 em votação da Roadie Crew e o 5º melhor vocalista masculino brasileiro de 2010 pelos usuários do site Whiplash.net.
Apesar de ser integrante de duas bandas, o cantor também não deixou de fazer apresentações solo, realizando shows em tributo a Bon Jovi.  No dia 8 de janeiro de 2011 fez o primeiro workshop da carreira em Manaus. O workshop foi realizado no auditório do Centro de Artes da Universidade Federal do Amazonas (Caua). No mesmo mês realizou outros workshops em diversos lugares do Brasil, como Rio de Janeiro, Piauí, Rio Grande do Sul, Minas Gerais e o município amazonense de Itacoatiara.
Em 2011, por conta de problemas pessoais, teve que deixar o Hangar pouco antes das gravações de Acoustic, but Plugged In!
Em 2013 gravou o disco Fight or Fall com a powerband Achillea. 

## Discografia
Com o Glory Opera
- (2002) Rising Moangá
- (2007) Equilibrium

Com o Hangar
- (2009) Infallible

Com o Achillea
- (2013) Fight or Fall